# El llibre de Mozilla
El Llibre de Mozilla en anglès The Book of Mozilla és un ou de Pasqua informàtic que es troba a les sèries de navegadors Netscape, Mozilla, SeaMonkey i Firefox. Es pot visualitzar introduint about:mozilla a la barra d'adreces del navegador.
No existeix un llibre real titulat El Llibre de Mozilla. Tanmateix, els esments aparentment amagats en Netscape i Mozilla van fer aquesta impressió ja que revelaven una sèrie de passatges a l'estil de la literatura apocalíptica, com l'Apocalipsi en la Bíblia. Quan about:mozilla és escrit a la barra de direccions, diverses versions d'aquests navegadors mostren missatges críptics en text blanc sobre un fons granat a la finestra del navegador.
Hi ha vuit versos oficials del Llibre de Mozilla que han estat inclosos en cada versió publicada dels navegadors, i es poden trobar diversos versos oficiosos a Internet. Tots vuit versos oficials tenen escriptura per capítol i vers, tot i que aquests nombres són en realitat dates importants en la història de Netscape i Mozilla.
Els vuit versos tots refereixen a les activitats d'una bèstia "que sona temible". En els seus primers dies, Netscape van tenir una mascota llangardaix que escopia foc verd, i que era coneguda com Mozilla (després del nom de codi per a Explorador de Netscape 1.0). Des d'això, s'especulà que la "bèstia" referida a El Llibre de Mozilla és un tipus de llangardaix que respira foc, i que es pot veure com a metàfora o personificació de Netscape.
Tot i que part de l'atractiu de The Book of Mozilla prové de la naturalesa misteriosa, un coneixement de la història de Netscape i Mozilla es pot utilitzar per extreure algun significat dels versos. A més, la pàgina Llibre de Mozilla té anotacions per a cadascun dels versos primer, segon, tercer i cinquè ocultes com a comentaris al seu codi font HTML. Aquests comentaris van ser escrits per Valerio Capello el maig de 2004 i Nicholas Bebout també va afegir-ne al lloc de la Fundació Mozilla l'octubre d'aquell any. Ni Capello ni Bebout són els responsables de la presa de decisions "bàsiques" de Mozilla; i no hi ha proves que les interpretacions de Capello hagin rebut cap aprovació d'alt nivell per part de l'alta direcció de la Fundació Mozilla.

## El Llibre de Mozilla, 12:10
El Llibre de Mozilla va aparèixer per primera vegada a Netscape 1.1 (publicat el 1995) i es pot trobar a totes les versions 1.x, 2.x, 3.x i 4.x posteriors. Es va mostrar la següent "profecia":
| «                            | And the beast shall come forth surrounded by a roiling cloud of vengeance. The house of the unbelievers shall be razed and they shall be scorched to the earth. Their tags shall blink until the end of days. | » |
| — The Book of Mozilla, 12:10 | |   |

El capítol i el vers 12:10 fa referència al 10 de desembre de 1994, la data en què es va publicar Netscape Navigator 1.0.
La pàgina Llibre de Mozilla, que inclou set versos d'El Llibre de Mozilla, conté l'explicació següent al seu codi font HTML:
```
<!-- 10th December 1994: Netscape Navigator 1.0 was released -->

<!-- This verse announces the birth of the beast (Netscape) and warns bad coders (up to Netscape 3, when you watched the HTML source code with the internal viewer, bad tags blinked). -->

```

La "bèstia" és una metàfora de Netscape. Els càstigs amenaçats cap als "no-creients" (probablement usuaris que no s'ajusten als estàndards) són tradicionalment bíblics, però amb l'estranya amenaça que les seves "etiquetes parpellejaran fins al final dels dies". Aquesta és una referència a una característica de les primeres versions de Netscape que faria parpellejar les etiquetes dolentes, tal com es veu als comentaris del codi font del Llibre de Mozilla.

## El Llibre de Mozilla, 3:31
El 10 de maig de 1998, Jamie "JWZ" Zawinski va canviar el vers del Llibre de Mozilla per fer referència al fet que Netscape havia llançat el seu codi com a codi obert i va iniciar el projecte Mozilla. Aquest vers es va incloure en totes les versions de Mozilla fins a l'octubre de 1998, quan una reescriptura de gran part del codi de Mozilla va significar que l'ou de Pasqua es va perdre. El 5 de febrer de 2000, Ben Goodger, que aleshores treballava per a Netscape, va copiar el vers del Llibre de Mozilla a la nova base de codi. Es va incloure en totes les versions posteriors de Mozilla (fins a la introducció del vers 7:15). A les versions de Netscape 6 a 7.1 i Beonex Communicator⁣ encara apareix a Classilla a causa de l'historial inusual d'aquest navegador.
El vers deia:
| «                                                | And the beast shall be made legion. Its numbers shall be increased a thousand thousand fold. The din of a million keyboards like unto a great storm shall cover the earth, and the followers of Mammon shall tremble. | » |
| — The Book of Mozilla, 3:31 (Red Letter Edition) | |   |

El capítol i el vers número 3:31 fa referència al 31 de març de 1998, quan Netscape va publicar el seu codi font.

La pàgina del Llibre de Mozilla té el següent comentari a la seva font HTML sobre aquest passatge:
```
<!-- 31st March 1998: the Netscape Navigator source code was released -->

<!-- The source code is made available to the legion of thousands of coders of the open source community, that will fight against the followers of Mammon (Microsoft Internet Explorer). -->

```

De nou, la "bèstia" és Netscape. El text probablement fa referència a l'esperança de Netscape que, en obrir el seu codi font, poguessin atraure una "legió" de desenvolupadors d'arreu del món, que ajudarien a millorar el programari (amb el "din d'un milió de teclats"). La "legió" és en realitat una referència a la cita bíblica Marc 5:9 a la bíblia King James Version (KJV) ("I ell li va preguntar: Quin és el teu nom? I ell va respondre dient: El meu nom és Legió, perquè som molts."), ja que El Llibre de Mozilla es presenta com una mena de "bíblia per ordinador" amb profecies. "⁣Mammon" es refereix a Microsoft, el navegador Internet Explorer de la qual era la competència principal de Netscape. La paraula "mammon", en diverses llengües semítiques, està relacionada amb els diners i les riqueses; apareix a les traduccions angleses de la Bíblia, i de vegades s'utilitza com el nom d'un dimoni de l'⁣avarícia. Per tant, pot implicar no només que Microsoft té fons molt més grans per aprofitar, sinó que ha abusat amb avidesa d'aquest fet per promoure la seva pròpia posició al mercat; també destaca la diferència entre el desenvolupament purament comercial d'Internet Explorer i el nou desenvolupament impulsat per la comunitat de Netscape/Mozilla. L'"edició de la lletra vermella" pot ser una referència a les anomenades edicions de la lletra vermella de la Bíblia, que imprimeixen cites de Jesús amb tinta vermella. També podria ser una referència a un fet que el 31 de març de 1998 va ser un dia de lletra vermella per al projecte Mozilla.

## El Llibre de Mozilla, 7:15
La següent entrega de The Book of Mozilla va ser escrita per Neil Deakin. S'inclou a totes les versions de Mozilla llançades des de setembre de 2003 fins a juliol de 2008 (Mozilla 1.5 – Mozilla Firefox 3.0 Beta 2), totes les versions de Camino, totes les versions del client de correu electrònic Mozilla Thunderbird fins a la 2.0.0.24, totes les versions de l'aplicació SeaMonkey suite fins a l'1.1.19, el navegador web Epiphany (versió 1.8.0), el navegador web Minimo Pocket PC i totes les versions de Netscape de la 7.2 a la 8.1.3 (excepte algunes versions de prototip de Netscape Browser):
| «                           | And so at last the beast fell and the unbelievers rejoiced. But all was not lost, for from the ash rose a great bird. The bird gazed down upon the unbelievers and cast fire and thunder upon them. For the beast had been reborn with its strength renewed, and the followers of Mammon cowered in horror. | » |
| — The Book of Mozilla, 7:15 | |   |

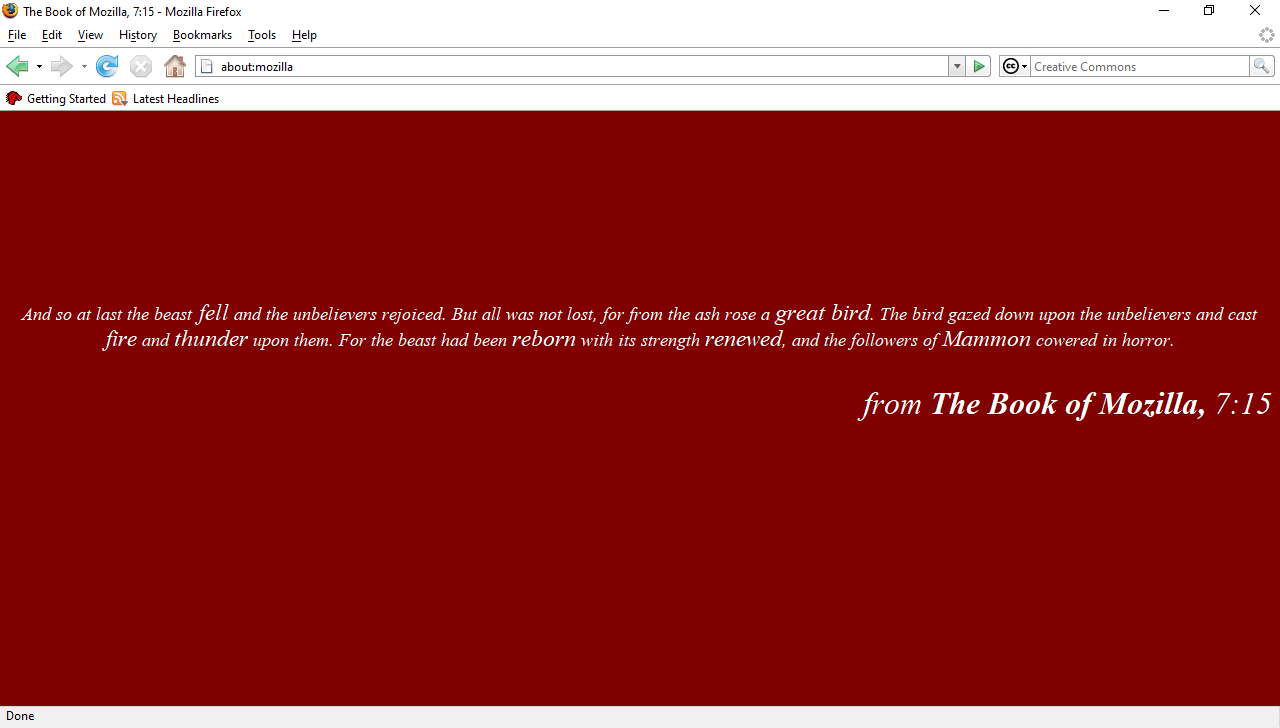
Captura de pantalla de The Book of Mozilla, 7:15 a Mozilla Firefox 2.x

El capítol de 7:15 i la notació del vers es refereix al 15 de juliol de 2003, el dia en què America Online va tancar la seva divisió de navegador Netscape i es va posar en marxa la Fundació Mozilla.

A la font HTML de la pàgina Book of Mozilla, aquest vers s'acompanyà de la següent anotació:
```
<!-- 15th July 2003: AOL closed its Netscape division and the Mozilla foundation was created -->

<!-- The beast died (AOL closed its Netscape division) but immediately rose from its ashes (the creation of the Mozilla foundation and the Firebird browser, although the name was later changed to Firefox). -->

```

La caiguda de la "bèstia" es refereix al tancament de Netscape per la seva empresa matriu AOL. El "gran ocell" que sorgeix de la cendra és la Fundació Mozilla, que es va establir per continuar el desenvolupament de Mozilla. L'ocell sorgeix de la cendra com un fènix, una referència al nom original del navegador Mozilla Firefox (conegut com a Firebird en el moment en què es va escriure aquest vers). L'ocell llança "foc" i "tro" sobre els "no creients", que és una referència directa als productes Mozilla Firebird (ara Firefox) i Mozilla Thunderbird, que es van convertir en el focus principal del desenvolupament de Mozilla uns mesos abans dels esdeveniments de Mozilla el 15 de juliol. El fet que la bèstia hagi "renascut" indicava que l'esperit de Netscape perdurarà a través de la Fundació (que està formada majoritàriament per antics empleats de Netscape) i la seva força s'havia "renovat", ja que la fundació depèn menys d'AOL (que molts sentien que descuidava Netscape). De nou, "Mammon" és Microsoft, el principal competidor comercial de Mozilla.

## El Llibre de Mozilla, 8:20
L'enginyer de navegador principal de Netscape, Christopher Finke, va contribuir amb el següent vers d'El llibre de Mozilla. Es va fer públic per primera vegada a la versió del 5 de juny de 2007 de Netscape Navigator 9 .0b1. I el vers es va incloure en totes les versions posteriors de Netscape, fins a la interrupció definitiva del navegador (Netscape Navigator 9.0b1 - 9.0.0.6).
| «                           | And thus the Creator looked upon the beast reborn and saw that it was good. | » |
| — The Book of Mozilla, 8:20 |                                                                             |   |

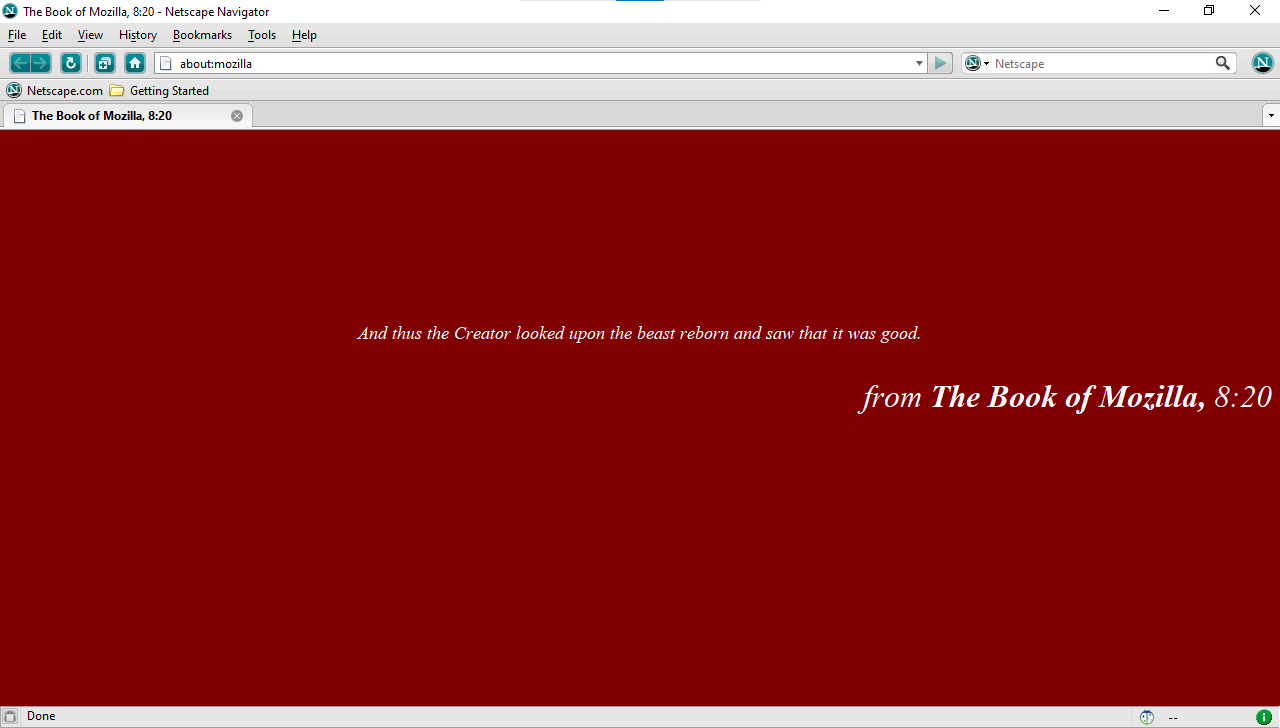
Captura de pantalla de The Book of Mozilla, 8:20 a Netscape 9

El capítol 8:20 i la notació del vers fa referència al 20 d'agost de 2006, quan es va enviar el primer correu electrònic intern esmentant la possibilitat de desenvolupar el proper Netscape Navigator a casa.
A diferència dels versos anteriors, la font HTML de la pàgina del Llibre de Mozilla no inclou cap anotació relacionada amb el vers.
El "Creador" es refereix a l'empresa Netscape. Hi ha dues interpretacions del vers: la frase "beast reborn" apareix en el vers anterior referint-se a la Fundació Mozilla i "era bo" podria ser un homenatge a tots els que van contribuir al projecte Mozilla. "Beast reborn" també podria ser una referència a la reobertura de Netscape de la seva divisió de navegadors en lloc d'externalitzar el desenvolupament; Netscape Browser 8 va ser produït per Mercurial Communications.

Aquest vers és una paròdia de la creació de la Terra per part de Déu descrita a Gènesi 1:4, 1:10, 1:12, 1:18, 1:21, 1:25, 1:31 de la Bíblia. També pot estar fent referència a Lluc 3:22 de la Bíblia.

## El Llibre de Mozilla, 11:9
| «                                          | Mammon slept. And the beast reborn spread over the earth and its numbers grew legion. And they proclaimed the times and sacrificed crops unto the fire, with the cunning of foxes. And they built a new world in their own image as promised by the sacred words, and spoke of the beast with their children. Mammon awoke, and lo! it was naught but a follower. | » |
| — The Book of Mozilla, 11:9 (10th Edition) | |   |

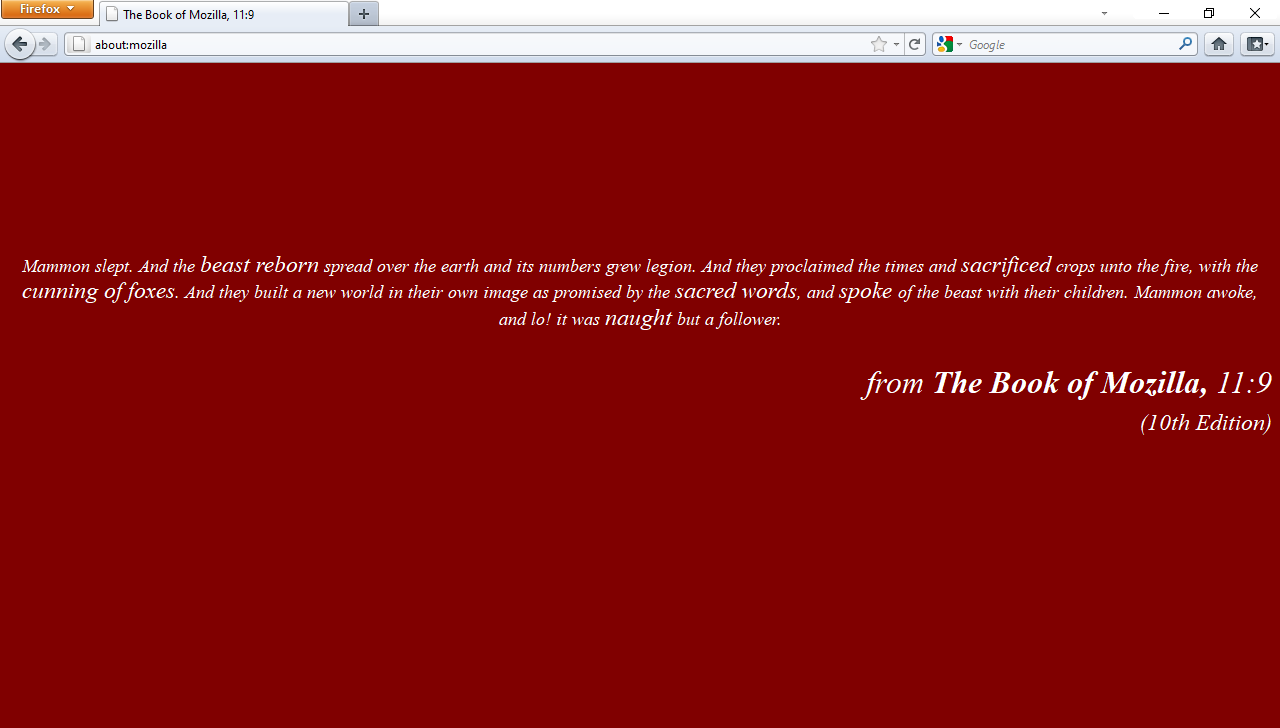
Captura de pantalla de The Book of Mozilla, 11:9 a Firefox 4.0.1

Aquest vers va arribar a la base de codi troncal de Mozilla el 9 de gener de 2008. Es va incloure a Firefox 3.0 Beta 3 – Firefox 20.0.1, SeaMonkey 2.0 Alpha 1 – 2.17.1, Thunderbird 3.0 Alpha 1 – 20 Beta 1, versió Alpha 1 de Mobile Firefox, Flock Browser Versió 2.0.6, Waterfox i Songbird.

A la font HTML de la pàgina del Llibre de Mozilla, aquest vers va acompanyat de la següent anotació:
```
<!-- 9th November 2004: Firefox 1.0 is officially released -->

<!-- The worldwide support of Firefox fans leads to its success, illustrating the power of community-based open source projects. -->

```

"Mammon" torna a ser Internet Explorer, que va "dormir" durant els 5 anys entre llançaments (entre Internet Explorer 6 i 7). La "bèstia reborn" es refereix a Firefox, que va guanyar partidaris que es van autoorganitzar a través de Spread Firefox i van fer publicitat del navegador, fent un anunci a The New York Times i fent un agroglif amb forma del logotip de Firefox. L'"astúcia de les guineus" és una referència directa al nom de Firefox. El "nou món" fa referència a llocs web dinàmics moderns i basats en estàndards i aplicacions de codi obert. La darrera meitat del passatge enllaça amb el Manifest de Mozilla i el butlletí about:Mozilla. L'última part, començant per "Mammon awake" parla del llançament d'⁣Internet Explorer 7 i amb "no era res més que un seguidor" el descriu com a seguidor, copiant diverses de les funcions del Firefox que abans no tenia Internet Explorer. A més, aquesta cita de la "10a edició", és una al·lusió al 10è aniversari de la Fundació Mozilla durant el cicle de desenvolupament de Firefox 3.

## El Llibre de Mozilla, 15:1
| «                           | The twins of Mammon quarrelled. Their warring plunged the world into a new darkness, and the beast abhorred the darkness. So it began to move swiftly, and grew more powerful, and went forth and multiplied. And the beasts brought fire and light to the darkness. | » |
| — The Book of Mozilla, 15:1 | |   |

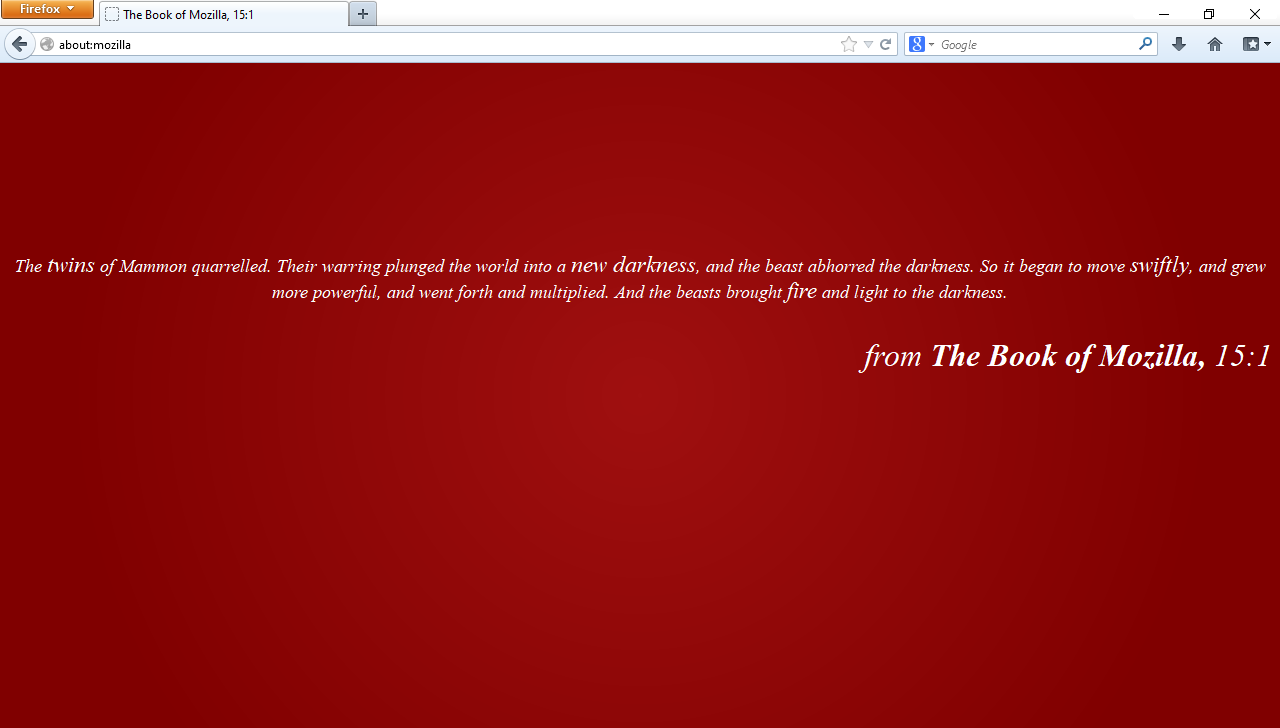
Captura de pantalla de The Book of Mozilla, 15:1 a Firefox 21

Aquest vers va arribar a la base de codi troncal de Mozilla el 23 de gener de 2013. Va aparèixer per primera vegada a les versions nocturnes de Firefox 21 (concretament, la compilació de Firefox 21.0 Alpha 1 2013-01-23). En lloc d'un fons senzill, ara presentaria un degradat radial subtil.
S'inclouria en totes les versions de Firefox des de Firefox 21.0, totes les versions de SeaMonkey des de la 2.18 Beta 1 i totes les versions de Thunderbird des de la 21 Beta 1.

Els "bessons de Mammon" es refereixen a Apple i Google, els sistemes operatius mòbils dels quals, iOS i Android respectivament, han pres un duopoli del mercat del sistema operatiu mòbil. La "nova foscor" fa referència a la naturalesa tancada de les botigues d'aplicacions tradicionals. La bèstia que es mou "ràpidament" fa referència al nou cicle de llançament ràpid de Firefox. La frase "va sortir i es va multiplicar" fa referència a "Firefox convertint-se en múltiples coses" a través de Firefox per a Android i Firefox OS. El vers número 15:1 fa referència a la congelació del codi de Firefox OS 1.0 (15 de gener de 2013).

## El Llibre de Mozilla, 11:14
| «                            | The Beast adopted new raiment and studied the ways of Time and Space and Light and the Flow of energy through the Universe. From its studies, the Beast fashioned new structures from oxidised metal and proclaimed their glories. And the Beast's followers rejoiced, finding renewed purpose in these teachings. | » |
| — The Book of Mozilla, 11:14 | |   |

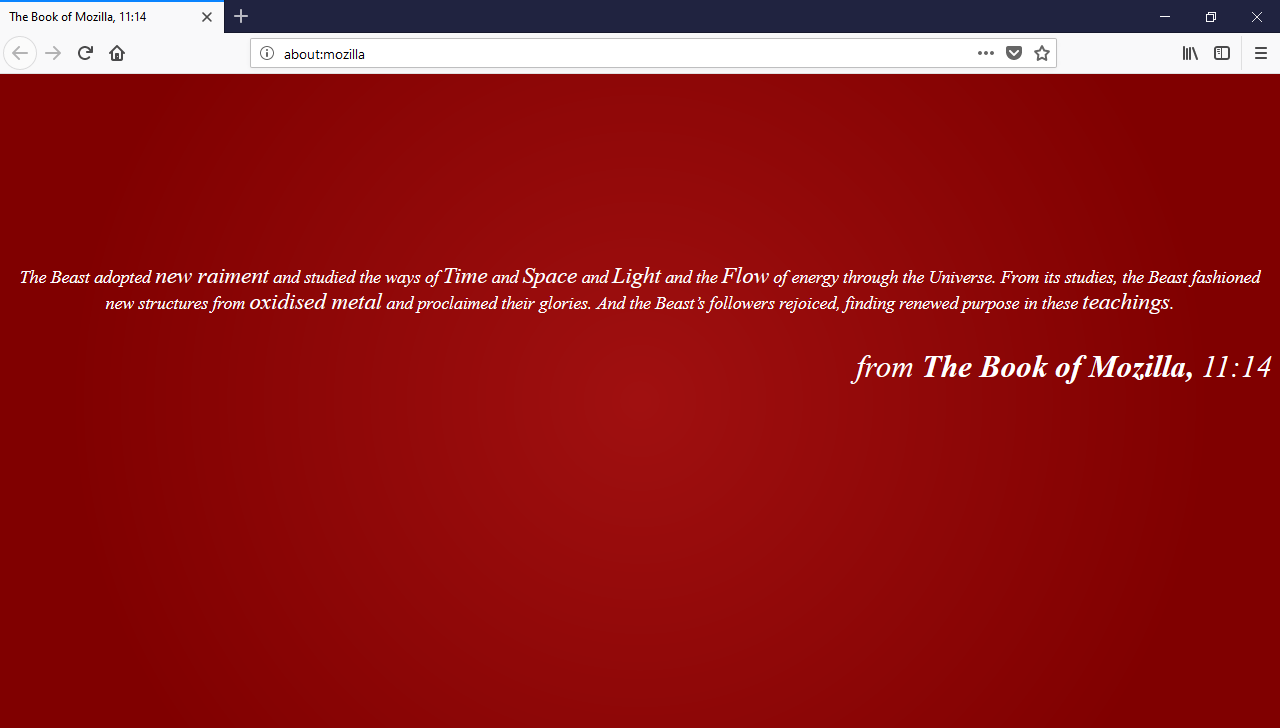
Captura de pantalla de The Book of Mozilla, 11:14 a Firefox 58

Aquest vers va aparèixer per primera vegada a Firefox Nightly 58, aterrant a la base de codi troncal de Mozilla el 22 de setembre de 2017, i més tard es va augmentar per aparèixer a Firefox 57 Beta.

Es refereix als principals canvis que van culminar amb el llançament de Firefox 57 amb el projecte Quantum. "Temps i espai" es refereixen al mateix Quantum, mentre que "Flow" es refereix al projecte Quantum Flow, "nou vestit" i "Llum" es refereixen a l'actualització de la interfície d'usuari coneguda com el projecte Photon. El Projecte Quàntic contenia la primera peça important de codi extreta de Servo, el motor de maquetació escrit en Rust, al qual "metall oxidat" és una referència. El capítol 11:14 i la notació del vers fa referència al 14 de novembre de 2017, el dia en què es va publicar Firefox 57.

## El Llibre de Mozilla, 6:27
| «                           | The Beast continued its studies with renewed Focus, building great Reference works and contemplating new Realities. The Beast brought forth its followers and acolytes to create a renewed smaller form of itself and, through Mischievous means, sent it out across the world. | » |
| — The Book of Mozilla, 6:27 | |   |

Aquest vers va aparèixer per primera vegada a Firefox Nightly 80, aterrant a la base de codi troncal de Mozilla el 22 de juliol de 2020. Segons el comentari, s'havia d'afegir el 27 de juny de 2020, amb la disponibilitat de Firefox Preview.
A la font HTML de la pàgina del Llibre de Mozilla, aquest vers va acompanyat de la següent anotació:
```
<!-- 27th June 2019: Firefox Preview is made available for testing by early adopters -->

<!-- Firefox Focus, Reference Browser, and Firefox Reality all use the new GeckoView as does Firefox for Android which was rebuilt lighter and faster under the code name Fenix prior to release. -->

```

El text emfatitzat fa referència a Firefox Focus, Reference Browser i Firefox Reality, tots els quals s'han canviat a un GeckoView basat en quàntic per obtenir un major rendiment.

## Comportament en diferents navegadors

### Flock

#### El Llibre de Mozilla, 11:1
Tot i que no era un vers oficial de Mozilla, un nou vers del Llibre de Mozilla, 11:1, va estar disponible a Flock Browser 1.0+, un "Navegador web social" basat en Firefox. Aquest vers es presentava amb un degradat vertical blau/blanc quan s'introduïa about:mozilla a la barra de direccions web. El vers és el següent.
| «                           | And when the Beast had taken the quarter of the Earth under its rule, a quarter hundred Birds of Sulfur flew from the Depths. The birds crossed hundreds of mountain views and found twenty four wise men who came from the stars. And then it began, the believers dared to listen. Then, they took their pens and dared to create. Finally, they dared to share their deed with the whole of mankind. Spreading words of freedom and breaking the chains, the birds brought deliverance to everyone. | » |
| — The Book of Mozilla, 11:1 | |   |

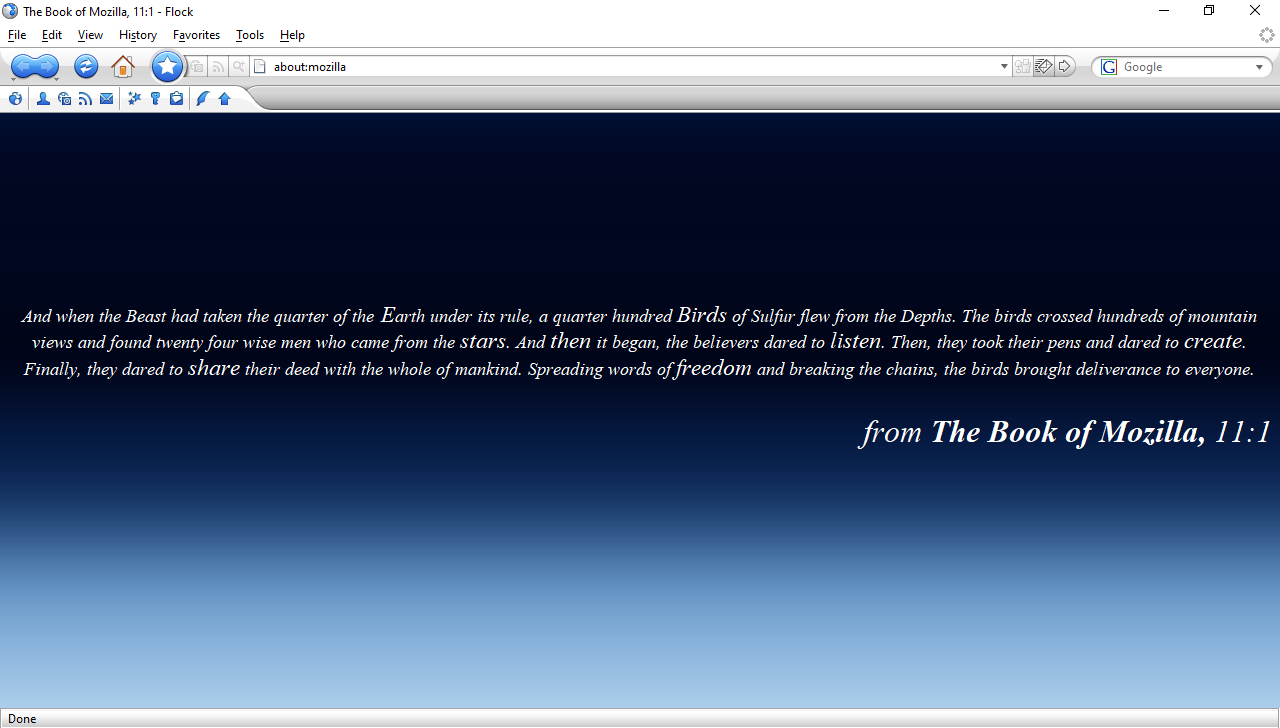
El llibre de Mozilla a Flock

"I quan la bèstia havia pres la quarta part de la terra sota el seu domini..." és probablement una referència al 25% de quota de mercat que Firefox havia guanyat sobre el més popular Internet Explorer. "Birds of Sulphur" fa referència al nom en clau de desenvolupament de Flock, que és Sulphur. Les "vistes a la muntanya" fan referència a la ciutat de Mountain View, Califòrnia, on es basava l'empresa que produeix Flock (així com Mozilla) en el moment d'escriure el text. Els "24 savis" es refereixen als 24 empleats de Flock en aquell moment. Les "estrelles" fan referència a l'estrella utilitzada en la marca ("Flockstar"). Tot i que aquest vers es va publicar el 5 de novembre de 2007, gran part del significat encara no és clar. "Van agafar els seus bolígrafs i es van atrevir a crear" és probablement una referència a la integració de blocs i xarxes socials a Flock. La secció "Finalment, es van atrevir a compartir la seva gesta amb tota la humanitat" podria estar fent referència al fet que és de codi obert i que van compartir la seva bona acció (la creació del navegador) amb el món.

### Internet Explorer
En algunes versions d'⁣Internet Explorer, about:mozilla produeix una pàgina blava en blanc que fa referència a la pantalla blava de la mort.
L'etiquetatge d'origen de la pàgina defineix el color del text com a blanc. La pàgina encara es pot veure (fins i tot a Edge per a Windows 10) quan s'utilitza l'URL: res://mshtml.dll/about.moz (no obstant això, sense utilitzar aquest URL a IE10, cancel·larà la navegació per la pàgina web). La pàgina "Informació" es va definir en una entrada de registre HKEY_LOCAL_MACHINE\SOFTWARE\Microsoft\Internet Explorer\AboutURLs.

### Iceweasel
A causa d'una disputa amb Mozilla Corporation, el projecte Debian es va veure obligat a canviar el nom i la marca de Mozilla Firefox en la seva distribució. En resposta, va canviar el nom a Iceweasel i la icona a una variant blanca semblant a la mostela del logotip de Firefox. Iceweasel inclou about:mozilla i mostra la pàgina estàndard de la versió de Firefox amb la qual es va crear. Tanmateix, quan els usuaris naveguen a about:iceweasel veuen un missatge temàticament similar del "Book of Ice" que descriu la disputa amb Mozilla i la creació d'Iceweasel.
| «                        | And thus the beast grew powerful, and fire and thunder swept the land. But Mammon stirred in their hearts, and the beast Foundered, and its Corpse arose, and commanded "thou shalt not fly in my name." And the blazes shall freeze cold, and the souls of the followers of Mammon shall learn to tremble in the face of ice as they did before the fire. | » |
| — The Book of Ice, 10:13 | |   |

El "Corpse" d'aquesta edició representa la Mozilla Corporation i les referències a la prohibició de "volar en el meu nom" són una referència a la prohibició de la marca registrada.

### Netscape
A partir de Netscape 0.93beta (i fins a la versió 1.0), about:mozilla va mostrar el text "Mozilla Rules!".
En visualitzar la pàgina about:mozilla amb una versió Unix de Netscape canviaria la icona de càrrega a una animació de Mozilla que s'aixeca des de darrere del logotip del "planeta" i respira foc.

### Pale Moon
Abans de la versió 26 de Pale Moon, escrivint about:mozilla es mostraria el vers 15:1. Tanmateix, a Pale Moon 26 i posteriors, es mostrava el següent:
| « | Mozilla: In Memoriam Dedicated to the tireless developers who have come and gone. To those who have put their heart and soul into Mozilla products. To those who have seen their good intentions and hard work squandered. To those who really cared about the user, and cared about usability. To those who truly understood us and desired freedom, but were unheard. To those who knew that change is inevitable, but loss of vision is not. To those who were forced to give up the good fight. Thank you. Pale Moon would not have been possible without you. | » |

De manera semblant a Iceweasel, Pale Moon té la seva pròpia interpretació del Llibre de Mozilla, aquesta vegada anomenada "The Chronicles of the Pale Moon", que es pot veure navegant a about:palemoon, però, en lloc del número del capítol i el vers que fa referència a una data d'importància en la història del navegador, fa referència al número de versió en què va aparèixer per primera vegada el vers, i en comptes que el degradat radial subtil es troba al mig de la pàgina, es troba a prop de la part superior dreta. De Pale Moon 24.2 a 27.0, el títol de la pàgina deia "El nen de la Lluna", i mostrava el text següent:
| « | The Beast stumbled in the dark for it could no longer see the path. It started to fracture and weaken, trying to reshape itself into the form of metal. Even the witches would no longer lay eyes upon it, for it had become hideous and twisted. The soul of the Beast seemed lost forever. Then, by the full moon's light, a child was born; a child with the unbridled soul of the Beast that would make all others pale in comparison. | » |

 
"the form of metal" és una referència al navegador Chrome de Google.
Des de la versió 27.1 (quan Pale Moon es va convertir en una autèntica bifurcació), el títol de la pàgina diu "The Dragon's Roots" i el text diu:
| « | The child waxed, its soul burning with curiosity and independence. Growing and evolving into a completely different Beast than its ancestor. Slowly and steadily shedding its ancestor's form, alike a Dragon growing up. Expelling parts of the old Beast but embracing others. The Dragon changed, but never stopped listening. It kept in touch with its nature and those who would gaze upon its growing form. Not everyone could follow on the path taken, as the old bed of withered roots was left behind for a new world. | » |

Es creu que l'"ancestor" es refereix a Firefox, mentre que es creu que el "bed of withered roots" es refereix a la base de codi Firefox ESR 24.
Amb el llançament de Pale Moon 28, es van abandonar les referències del número de versió. El títol de la pàgina no conté un títol per al vers, i el text diu:
En aquest vers, es creu que "old nest" es refereix a l'antiga plataforma Mozilla XUL utilitzada per versions anteriors, que s'havia abandonat a favor d'una bifurcació de l'UXP de Mozilla sota el capó, alhora que conservava la interfície més antiga però personalitzable de les versions de Firefox 4 a 28.
Amb la versió 28.5.0, el text de la pàgina es va actualitzar a:
| « | The landscape changed as time went on: flowing, twisting, corrupting. The dull sheen of tainted metal shining through everywhere. In the trees, roots, animals, and even the mountainous valleys that had always been an oasis of difference. Still, our dragon continued, untainted and resolute, soaring above. There would be a home yet, a sanctuary, a place for all those not given in to this singular invading force that was misshaping the world. | » |

En aquest vers, el paisatge sembla referir-se a l'escena del navegador actual, el metall contaminat podria ser una referència a Chromium (fa referència a la migració de navegadors com Opera i Vivaldi a Chromium), i el santuari del qual es parla aquí podria ser UXP, proporcionant una plataforma comuna per a les aplicacions basades en XUL per construir-hi.

### SeaMonkey
A les versions del navegador SeaMonkey posteriors a la 2.0, about:mozilla mostra el mateix vers del Llibre de Mozilla de la construcció troncal de Firefox amb què es va crear.